# Вибори до Київської обласної ради 2006
Вибори до Київської обласної ради 2006 — вибори до Київської обласної ради, що відбулися 26 березня 2006 року. Це були перші вибори до Київської обласної ради,що проводилися за пропорційною виборчою системою. Для того, щоб провести своїх представників до Київської обласної ради, партія чи блок мусила набрати не менше 3% голосів виборців.

## Результати виборів
| Розподіл голосів     | Розподіл голосів     | Розподіл голосів | Розподіл голосів | Розподіл голосів |
| -------------------- | -------------------- | ---------------- | ---------------- | ---------------- |
|                      |                      |                  |                  |                  |
| БЮТ (66)1            | БЮТ (66)1            |                  | 37.37%           | 37.37%           |
| «Наша Україна» (16)  | «Наша Україна» (16)  |                  | 8.79%            | 8.79%            |
| СПУ (14)             | СПУ (14)             |                  | 7.66%            | 7.66%            |
| Партія регіонів (11) | Партія регіонів (11) |                  | 6.11%            | 6.11%            |
| Блок Литвина (7)     | Блок Литвина (7)     |                  | 3.90%            | 3.90%            |
| УНБ КіП (6)          | УНБ КіП (6)          |                  | 3.59%            | 3.59%            |

Примітка: На діаграмі зазначені лише ті політичні сили,  які подолали  3 % бар'єр
 і провели своїх представників до Київської обласної ради.
 В дужках — кількість отриманих партією чи блоком мандатів 

1 БЮТ мав у виборчому списку лише 65 мандатів, отже, обласна рада і фракція БЮТ налічують, відповідно, 119 і 65 депутатів.